# Atzelrode
Atzelrode ist ein Stadtteil von Rotenburg an der Fulda im osthessischen Landkreis Hersfeld-Rotenburg. Zum Stadtteil gehören das ehemalige Hofgut Alte Teich und die Siedlung Wüstefeld. Der Ort liegt, von Wald umgeben, an den Ausläufern des Knüllgebirges. Die Kernstadt Rotenburg liegt nordöstlich des Ortes.

## Geschichte

### Ortsgeschichte
Erstmals schriftlich erwähnt wurde Atzelrode, soweit bekannt, im 13. Jahrhundert. Die Endung des Ortsnamens -rode lässt auf eine Rodungssiedlung schließen. Der Wohnplatz Wüstefeld wurde schon 1266 erwähnt. Gut „Alte Teich“ war früher im Besitz derer von Riedesel.
Das Gut Alte Teich wurde in den 1980er Jahren von einem Kölner Industriellen gekauft, der es in den 1990er Jahren an die Bebraer Gastronomenfamilie Luckhardt verkaufte. Diese verkaufte es wiederum Anfang 2001 an den Rotenburger Immobilienmakler Klaus Kanngiesser, der es zu einem Wohnhaus umbaute und dabei den ursprünglichen Charme des Gebäudes beibehielt.
Hessische Gebietsreform (1970–1977)
Zum 31. Dezember 1971 wurde, im Zuge der Gebietsreform in Hessen, die bis dahin selbständige Gemeinde Atzelrode auf freiwilliger Basis in die Stadt Rotenburg an der Fulda eingegliedert. Für Atzelrode, wie für die übrigen Stadtteile von Rotenburg an der Fulda, wurde ein Ortsbezirk eingerichtet.

### Verwaltungsgeschichte im Überblick
Die folgende Liste zeigt die Staaten und Verwaltungseinheiten, denen Atzelrode angehört(e):
- vor 1567: Heiliges Römisches Reich, Landgrafschaft Hessen
- ab 1567: Heiliges Römisches Reich, Landgrafschaft Hessen-Kassel
- ab 1787: Heiliges Römisches Reich, Landgrafschaft Hessen-Kassel, Amt Rotenburg
- ab 1806: Landgrafschaft Hessen-Kassel, Amt Rotenburg
- 1807–1813: Königreich Westphalen, Departement der Werra, Distrikt Hersfeld, Kanton Rotenburg
- ab 1815: Kurfürstentum Hessen, Amt Rotenburg[7]
- ab 1821: Kurfürstentum Hessen, Provinz Niederhessen, Kreis Rotenburg[8][Anm. 2]
- ab 1848: Kurfürstentum Hessen, Bezirk Hersfeld
- ab 1851: Kurfürstentum Hessen, Provinz Niederhessen, Kreis Rotenburg
- ab 1867: Königreich Preußen, Provinz Hessen-Nassau, Regierungsbezirk Kassel, Kreis Rotenburg
- ab 1871: Deutsches Reich,  Königreich Preußen, Provinz Hessen-Nassau, Regierungsbezirk Kassel, Kreis Rotenburg
- ab 1918: Deutsches Reich, Freistaat Preußen, Provinz Hessen-Nassau, Regierungsbezirk Kassel, Kreis Rotenburg
- ab 1944: Deutsches Reich, Freistaat Preußen, Provinz Kurhessen, Landkreis Rotenburg
- ab 1945: Amerikanische Besatzungszone, Groß-Hessen, Regierungsbezirk Kassel, Landkreis Rotenburg
- ab 1946: Amerikanische Besatzungszone, Hessen, Regierungsbezirk Kassel, Landkreis Rotenburg
- ab 1949: Bundesrepublik Deutschland, Hessen, Regierungsbezirk Kassel, Landkreis Rotenburg
- ab 1972: Bundesrepublik Deutschland, Hessen, Regierungsbezirk Kassel, Landkreis Hersfeld-Rotenburg, Stadt Rotenburg an der Fulda[Anm. 3]

## Bevölkerung

### Einwohnerstruktur 2011
Nach den Erhebungen des Zensus 2011 lebten am Stichtag dem 9. Mai 2011 in Atzelrode 159 Einwohner. Darunter waren 3 (1,9 %) Ausländer.
Nach dem Lebensalter waren 27 Einwohner unter 18 Jahren, 66 zwischen 18 und 49, 33 zwischen 50 und 64 und 33 Einwohner waren älter. Die Einwohner lebten in 66 Haushalten. Davon waren 15 Singlehaushalte, 18 Paare ohne Kinder und 21 Paare mit Kindern, sowie 9 Alleinerziehende und 3 Wohngemeinschaften. In 12 Haushalten lebten ausschließlich Senioren und in 45 Haushaltungen leben keine Senioren.

### Einwohnerentwicklung
| Atzelrode: Einwohnerzahlen von 1834 bis 2011 | Atzelrode: Einwohnerzahlen von 1834 bis 2011 | Atzelrode: Einwohnerzahlen von 1834 bis 2011 | Atzelrode: Einwohnerzahlen von 1834 bis 2011 | Atzelrode: Einwohnerzahlen von 1834 bis 2011 |
| --- | -------------------------------------------- | -------------------------------------------- | -------------------------------------------- | -------------------------------------------- |
| Jahr |                                              |                                              |                                              | Einwohner                                    |
| 1834 | 1834                                         |                                              | 184                                          | 184                                          |
| 1840 | 1840                                         |                                              | 183                                          | 183                                          |
| 1846 | 1846                                         |                                              | 91                                           | 91                                           |
| 1852 | 1852                                         |                                              | 118                                          | 118                                          |
| 1858 | 1858                                         |                                              | 128                                          | 128                                          |
| 1864 | 1864                                         |                                              | 110                                          | 110                                          |
| 1871 | 1871                                         |                                              | 98                                           | 98                                           |
| 1875 | 1875                                         |                                              | 109                                          | 109                                          |
| 1885 | 1885                                         |                                              | 89                                           | 89                                           |
| 1895 | 1895                                         |                                              | 79                                           | 79                                           |
| 1905 | 1905                                         |                                              | 69                                           | 69                                           |
| 1910 | 1910                                         |                                              | 81                                           | 81                                           |
| 1925 | 1925                                         |                                              | 85                                           | 85                                           |
| 1939 | 1939                                         |                                              | 79                                           | 79                                           |
| 1946 | 1946                                         |                                              | 151                                          | 151                                          |
| 1950 | 1950                                         |                                              | 153                                          | 153                                          |
| 1956 | 1956                                         |                                              | 121                                          | 121                                          |
| 1961 | 1961                                         |                                              | 113                                          | 113                                          |
| 1967 | 1967                                         |                                              | 106                                          | 106                                          |
| 1970 | 1970                                         |                                              | 108                                          | 108                                          |
| 1980 | 1980                                         |                                              | ?                                            | ?                                            |
| 1990 | 1990                                         |                                              | ?                                            | ?                                            |
| 2001 | 2001                                         |                                              | 129                                          | 129                                          |
| 2011 | 2011                                         |                                              | 159                                          | 159                                          |
| Datenquelle: Historisches Gemeindeverzeichnis für Hessen: Die Bevölkerung der Gemeinden 1834 bis 1967. Wiesbaden: Hessisches Statistisches Landesamt, 1968. Weitere Quellen: LAGIS; Zensus 2011 |                                              |                                              |                                              |                                              |

## Religion
- Atzelrode gehört zur evangelischen Gemeinde Braach und wird in den Kirchenbüchern seit 1658 erwähnt.
- Die Dorfkirche wurde 1956 neu aufgebaut.

Historische Religionszugehörigkeit
| • 1885: | 65 evangelische (= 100 %) Einwohner                               |
| • 1961: | 84 evangelische (= 74,34 %), 22 katholische (= 19,47 %) Einwohner |

## Politik
Für den Stadtteil Atzelrode besteht ein Ortsbezirk mit Ortsbeirat und Ortsvorsteher nach der Hessischen Gemeindeordnung. Er umfasst das Gebiet der ehemaligen Gemeinde Atzelrode.
Der Ortsbeirat besteht aus sieben Mitgliedern. Bei den Kommunalwahlen in Hessen 2021 betrug die Wahlbeteiligung zum Ortsbeirat 61,42 %. Alle Kandidaten gehörten der „Freien Wählergemeinschaft Atzelrode“ an. Der Ortsbeirat wählte Sylvia Schellhase zur Ortsvorsteherin.

## Kulturdenkmäler
Für die unter Denkmalschutz stehenden Kulturdenkmale des Ortes siehe die Liste der Kulturdenkmäler in Atzelrode.